# Marioara Popescu
Marioara Popescu, férjezett neve Marioara Ciobanu (Corlăteni, 1962. november 9. –) olimpiai és világbajnok román evezős.

## Pályafutása
Három olimpián vett részt (1984, 1988, 1996). Az 1984-es Los Angeles-i olimpián kétpárevezősben, tizenkét év múlva az 1996-os atlantai olimpián nyolcasban aranyérmes lett társaival. 1983 és 2000 között két világbajnoki arany-, két ezüst-, és három bronzérmet szerzett.

## Sikerei, díjai
- Olimpiai játékok
  - aranyérmes: 1984, Los Angeles (kétpárevezős), 1996, Atlanta (nyolcas)
- Világbajnokság
  - aranyérmes (2): 1990, 1999 (nyolcas)
  - ezüstérmes (2): 1985 (kétpárevezős), 1996 (kormányos nélküli négyes)
  - bronzérmes (3): 1983 (kétpárevezős), 1987 (egypárevezős), 2000 (kormányos nélküli négyes)